# Мухарка білоброва
Мухарка білоброва (Fraseria cinerascens) — вид горобцеподібних птахів родини мухоловкових (Muscicapidae). Мешкає в Західній і Центральній Африці.

## Опис
Довжина птаха становить 17 см. Вага 13-24,5 г (підвид F. c. ruthae). Голова і верхня частини тіла у самців номінативного підвиду темно-сірі.

## Підвиди
Виділяють два підвиди:
- F. c. cinerascens Hartlaub, 1857 — від Сенегалу до Гани;
- F. c. ruthae Dickerman, 1994 — від Нігерії до північної Анголи.

## Поширення і екологія
Білоброві мухарки живуть в рівнинних вологих тропічних лісах і на болотах.